# Streckkod
Streckkod är ett sätt att skriva information så att den enkelt ska kunna automatiskt avläsas optiskt, antingen fotoelektriskt eller genom automatiska bildanalysmetoder. Avläsningen sker vanligtvis med en streckkodsläsare.

## Historik
Den första streckkoden som dessutom kunde avläsas, kallad Piltavlan, uppfanns 1949 och patenterades 1952 av de amerikanska ingenjörerna Norman Woodland och Bernard Silver. De fick idén att kombinera bioprojektorernas optiska avläsning av ljudspåret med morsealfabetets korta och långa signaler. Eftersom prickarna var för små för att kunna avläsas effektivt ersattes strecken och prickarna med olika breda koncentriska linjer, vilket dessutom betydde att den såg likadan ut oavsett hur den vreds. Streckkodsläsaren tillverkades av en 500-watts glödlampa. Först på 1960-talet hamnade streckkoderna på butiksvaror och glödlampan i streckkodsläsaren ersattes med laser. De första varorna i Sverige som försågs med streckkoder var ett antal av Blåvitts produkter som lanserades 1978. Det dröjde dock in på 1980-talet innan merparten av dagligvaror försågs med streckkod och först på 1990-talet blev det i Sverige normalt att läsa av dem automatiskt i kassan.

## Linjära streckkoder
Linjära, eller endimensionella, streckkoder består av ett antal linjer bredvid varandra.

### EAN-13, EAN-8
EAN-13 och EAN-8 (tidigare även kallat EAN-kod (European Article Number)) är världens mest spridda streckkod, och används för märkning av artiklar och varor. Nummersystemet hanteras av GS1-organisationen i respektive land.

### UPC
Universal Product Code, förkortat UPC, är ett system för streckkoder som används i USA och Kanada. Sedan ett antal år rekommenderas kunder till GS1 US och GS1 Canada att också acceptera EAN-13 och EAN-8.

### Code 39
Code 39 är ett äldre kodformat som kan koda versala tecken (A-Z),siffror (0-9) samt några specialtecken. Code 39 har ingen inbyggd kontrollsiffra.

### GS1-128
GS1-128 är en streckkod som används på ytterförpackningar. Den innehåller bland annat artikelnummer (GTIN) och batchnummer. Det ger möjlighet till spårbarhet och möjlighet till att följa gods under transport och hålla rätt på varor i lager. GS1-128 är en variant av den mer generella streckkodstypen Code 128. I GS1-128, till skillnad från Code 128, används applikationsidentifierare (AI) som beskriver vilken typ av information som finns i streckkoden. Genom att använda GS1-128 och olika AI kan en och samma streckkod innehålla information om till exempel SSCC (GS1-kollinummer), GTIN (GS1-artikelnummer), antal ytterförpackningar på en pall, batchnummer och datum. Det är dock inte möjligt att använda Code 128 för att överföra olika typer av information i en och samma streckkod.
Streckkoden är utformad så att den kan läsas av rakt från höger eller vänster med fasta eller portabla läsare. Streckkodens storlek får variera så att modulbredden ligger i intervallet 0,495 till 0,94 mm. Den maximala fysiska längden, inklusive de tysta zonerna, för GS1-128 är 165 mm och det maximala antalet datatecken är 48 tecken i en enskild streckkodssymbol.

#### Applikationsidentifierare, AI
AI är en kod som består av ett specificerat antal typdefinierade tecken där de olika koderna anger vilket dataelement, eller information, som finns i streckkoden. Till exempel anger AI (01) att streckkoden innehåller GTIN, AI (15) bästföredatum och AI (10) batchnummer. Koden skrivs ut inom parentes under streckkoden före det dataelement det beskriver, men parentesen läggs inte in i streckkoden.

### Code 128
Code 128 kan koda de 128 första tecknen i ASCII-kodningen men ger även en kompakt kodning av numeriska värden. I koden ingår även en kontrollkod för att säkra mot läsfel.

### ITF-14
ITF-14 (Interleaved Two of Five) kan tryckas direkt på wellpapp och ytterförpackningar eftersom den har en hög toleransnivå och är stor jämfört med EAN-13 och EAN-8. Streckkoden används för att märka artiklar med ett GTIN-14.
ITF-14 är en internationellt standardiserad streckkod som även används av GS1. Streckkoden kan:
- Representera ett GTIN-14. Om ITF-14 skall användas för en identitet med färre siffror kan den fyllas ut med nollor i början av nummerserien.
- Tryckas med en stödram, vilket underlättar vid besvärliga tryckförhållanden och ger större säkerhet vid avläsning. Om stödramen saknas finns det risk att koden feltolkas vid avläsningen.
- Tryckas direkt på wellpapp och andra material som används till ytterförpackningar på grund av att streckkoden har en hög toleransnivå och är stor jämfört med EAN-13 och EAN-8.

Koden kan läsas både från vänster och höger men inte från olika infallsvinklar.

### GS1 Databar
GS1 Databar är en grupp med streckkoder som kan bära mer information än bara GTIN (GS1-artikelnummer), till exempel datum och batchnummer. Det skapar möjligheter för lösningar som exempelvis stödjer spårbarhet, äkthetsbevisning och global identifiering av färskvaror från tillverkare till slutkonsument.
GS1 Databar används för streckkodsmärkning på artiklar där utrymmet är begränsat eftersom GS1 Databar är liten i förhållande till exempelvis EAN-13. Den kan bära mer information utöver GTIN (Global Trade Item Number, GS1-artikelnummer), till exempel datum, vikt, serienummer och lot/batchnummer, vilket stödjer system som hanterar spårbarhet äkthetsbevisning och global identifiering av färskvaror. 
GS1 Databar är en global standard för hantering av artiklar med varierande vikt, till exempel frukt och grönt samt kött, fisk och ost. För dessa artiklar används idag nationella viktvarunummer som endast kan användas i det land där numret har delats ut. GS1 Databar gör det möjligt att identifiera artiklar med varierande vikt med GTIN (GS1-artikelnummer) vilket gör att artikeln inte behöver märkas om beroende på var artikeln ska säljas. 

### Industrial 2 of 5
Industrial 2 of 5 är ett äldre kodningssystem som fortfarande används inom industrin. Den ger dålig lässäkerhet då den inte har någon inbyggd kontrollsiffra.

### Industrial 2 of 5 Interleaved
Industrial 2 of 5 Interleaved är en släkting till Industrial 2 of 5 och som har förbättrad densitet genom att jämna teckenpositioner kodas med mellanrummen mellan de mörka strecken. Koden har dålig lässäkerhet då den inte har någon inbyggd kontrollsiffra.

## Tvådimensionella rutkoder
Tvådimensionella rutkoder består av ett antal enkla symboler, t.ex. kvadratiska pixlar, ordnade i ett tvådimensionellt mönster. Tvådimensionella rutkoder kan innehålla betydligt mer information per areaenhet än linjära streckkoder.

### GS1 Datamatrix
GS1 Datamatrix är den enda av GS1:s informationsbärare som är tvådimensionell i matrisform. Den används i ökande omfattning i hälso- och sjukvårdssektorn.

### PDF417
PDF417 är en tvådimensionell streckkod. Den ser ofta ut som en förvrängd digital bild. En enda PDF417-symbol kan teoretiskt sett hålla upp till 1 850 bokstäver, 2 710 siffror eller 1 108 bytes. Specifikationerna för streckkoden brukar därför säga cirka 2 000 tecken. I och med sin höga densitet så måste den läsas med kamera vilket ger dyrare läsare.

### QR-kod
QR-koder används mer och mer i olika former av annonser, då koderna enkelt kan läsas och avkodas av dagens smartphones.

## Tillämpningar

### Märkning av varor
Koderna EAN-13 och EAN-8 används för märkning av artiklar och varor i handeln och i varudistributionskedjan. De administreras av den globala GS1-organisationen i respektive land, men bygger på en global standard och tillämpning.
För EAN-13 gäller att de första två/tre siffrorna anger landet från vilket numret är abonnerat, eller rättare sagt, dess nationella GS1-organisation. Se lista över GS1 landskoder. För abonnemang utfärdade i Sverige gäller talet 73 (egentligen 730, 731, 732, 733, 734, 735, 736, 737, 738 och 739).

### Automatisk postsortering
För automatisk postsortering används en annan streckkod. Den kan tryckas med fluorescerande färg, som nästan inte syns alls i vanlig belysning, men som framstår mycket klart i ultraviolett belysning. Sorteringen kan därför göras utan att störas av annat som kan finnas skrivet eller tryckt på kuvertet.

### Programmering av videobandspelare
Under 1980-talet släppte hemelektroniktillverkaren Panasonic en metod för programmering av inspelningar på videobandspelare som gick ut på att läsa av streckkoder med en ljuspenna som i sin tur kunde programmera videobandspelare av samma märke. Tanken var att tidningar skulle publicera streckkoder i sina TV-tablåer för enkel programmering men Panasonic hade åtminstone i Sverige problem att få tidningar att nappa och valde därför att själva publicera streckkoder för de populäraste programmen i annonser i Röster i radio-TV. Under åren 1989–1991 publicerade Svenska Dagbladets bilaga Magasinet streckkoder för vissa av programmen i TV-tablåerna för Kanal 1 och TV 2 som då kunde användas för programmering av videobandspelare av två olika fabrikat.